# Hydraena ambigua
Hydraena ambigua är en skalbaggsart som beskrevs av Ludwig Ganglbauer 1901. Hydraena ambigua ingår i släktet Hydraena och familjen vattenbrynsbaggar. Inga underarter finns listade i Catalogue of Life.